# Співаков Володимир Теодорович
Володи́мир Теодо́рович Співако́в (нар. 12 вересня 1944, Уфа, Башкирія, РРФСР) — російський скрипаль та диригент, засновник і керівник оркестру «Віртуози Москви». Народний артист СРСР (1989), посол Доброї волі ЮНЕСКО (1998), «Артист Миру».

## Життя і творчість
Народився в єврейській родині, де його батьки перебували в евакуації. По закінченні війни жив у Ленінграді. Вчився у спеціальній музичній школі при Ленінградській консерваторії, у 1962—1967 роках — в Московській консерваторії в класі Юрія Янкелевича. В 1960-ті роки став лауреатом міжнародних конкурсів: імені Лонг і Тібо (1965), імені Паганіні (1967), конкурсу в Монреалі (1969, перша премія) і Конкурсу імені Чайковського (1970, друга премія).
В 1979 заснував камерний оркестр «Віртуози Москви», яким керує донині. Дебютував як симфонічний диригент в 1979 з Чиказького симфонічного оркестру. В 1984 у отримав знаменний подарунок від Леонарда Бернстайна — його диригентську паличку.
В 1999—2003 очолював Російський національний оркестр. В наш час[коли?] керує Національним філармонічним оркестром Росії.
Засновник (1989) і художній керівник Музичного фестивалю в Кольмарі, за музичну діяльність у Франції удостоєний Ордена Почесного легіону (2000). Засновник (2004) і художній керівник Московського міжнародного Дому музики.
В 1994 у заснував Міжнародний благодійний фонд Володимира Співакова, стипендіатами якого стали багато обдарованих юних музикантів.
Співакову присвячено кілька музичних творів, в тому числі «П'ять фрагментів до картин Ієроніма Босха» А. Г. Шнітке, симфонія «Тихое веяние» В. П. Артемова.

## Нагороди
- Народний артист України (28 жовтня 1999) — за значний особистий внесок у розвиток музичного мистецтва, багаторічну плідну творчу діяльність[7];

- орден «За заслуги» III ступеня (19 квітня 1997) — за вагомий особистий внесок у популяризацію світової музичної спадщини в Україні, активну благодійницьку діяльність[8];
- орден князя Ярослава Мудрого V ступеня (12 вересня 2004) — за визначний особистий внесок у розвиток музичного мистецтва, багаторічну плідну творчу діяльність та з нагоди 60-річчя від дня народження[9];

22 листопада 2024 року позбавлений державних нагород України та інших форм відзначення згідно Указу Президента. 

## Політична позиція
До президентських виборів 2012 року в Росії Володимир Співаков виступив з відеороликом на підтримку кандидата Володимира Путіна, закликаючи «не розгойдувати човен».
11 березня 2014 року підтримав Російську агресію в Криму, підписавши колективне звернення до російської громадськості «Діячі культури Росії — на підтримку позиції Президента по Україні та Криму».
Водночас, після початку широкомасштабного вторгнення підтримав відкритий лист Марії Рев'якіної, що засудив новий етап агресії.

### Реакції
11 травня 2014 року в Кембріджі (США), після концерту «Віртуозів Москви» під керівництвом Співакова, випускник Гарвардського університету, доктор наук Роман Торговицький піднявся на сцену і красномовно «віддячив» Співакова за те, що той підписав цей лист. 18 травня 2014 року перед Лінкольн-центром в Нью-Йорку, де повинен був відбутися концерт «Віртуозів Москви» Володимира Співакова, зібралося близько ста протестуючих, таких, що зажадали від нього як від одного з підписантів даного листа, «забиратися геть».

## Виноски
1. ↑  Енциклопедія Брокгауз
2. ↑  Munzinger Personen
3. ↑  Российская еврейская энциклопедия (РЕЭ) [Архівовано 14 квітня 2010 у Wayback Machine.]. Том 3, стр. 102 (под общей редакцией Г. Г. Брановера, главный научный консультант сэр Исайя Берлин). Москва: Российская академия естественных наук, Эпос, 1997.
4. ↑  Интервью с В. Т. Спиваковым. Архів оригіналу за 25 жовтня 2010. Процитовано 26 липня 2010.
5. ↑  Холопова В. Осенние звёзды Владимира Спивакова. Архів оригіналу за 5 січня 2009. Процитовано 26 липня 2010. [Архівовано 2009-01-05 у Wayback Machine.]
6. ↑  Абонемент НФОР. Архів оригіналу за 10 березня 2016. Процитовано 26 липня 2010.
7. ↑  Про присвоєння В. Співакову почесного звання            "Народний артист України".
8. ↑  Про нагородження відзнакою Президента України - орденом "За заслуги". regulation.gov.ua (укр.). Процитовано 12 лютого 2020.
9. ↑  УКАЗ ПРЕЗИДЕНТА УКРАЇНИ №1066/2004. Офіційне інтернет-представництво Президента України (ua) . Процитовано 12 лютого 2020.
10. ↑  Указ Президента України №779/2024 «Про рішення Ради національної безпеки і оборони України від 22 листопада 2024 року «Про застосування та скасування персональних спеціальних економічних та інших обмежувальних заходів (санкцій)»». Президент України. 22 листопада 2024. Архів оригіналу за 10 грудня 2024. Процитовано 16 лютого 2025.
11. ↑  Спиваков голосует за Путина. YouTube. 15 лютого 2012. Архів оригіналу за 23 вересня 2014. Процитовано 15 вересня 2014.(рос.)
12. ↑  Деятели культуры России — в поддержку позиции Президента по Украине и Крыму. mkrf.ru. 11 березня 2014. Архів оригіналу за 23 квітня 2017. Процитовано 15 вересня 2014.(рос.)
13. ↑  Российские артисты поддержали агрессию Путина против Украины (СПИСОК). glavcom.ua. 11 березня 2014. Архів оригіналу за 27 квітня 2016. Процитовано 15 вересня 2014.(рос.)
14. ↑  Россияне против войны с Украиной
15. ↑  На концерте "Виртуозов Москвы" в США арестовали учёного за поддержку Украины. gordonua.com. 18 травня 2014. Архів оригіналу за 6 жовтня 2014. Процитовано 15 вересня 2014.(рос.)
16. ↑  В Нью-Йорке испортили концерт Спивакову. by24.org. 19 травня 2014. Архів оригіналу за 25 травня 2014. Процитовано 15 вересня 2014. [Архівовано 2014-05-25 у Wayback Machine.](рос.)
17. ↑  Lutz D. Schmadel. Dictionary of Minor Planet Names. — 5-th Edition. — Berlin, Heidelberg : Springer-Verlag, 2003. — 992 (XVI) с. — ISBN 3-540-00238-3.